# Bailya
Bailya is een geslacht van weekdieren uit de klasse van de Gastropoda (slakken).

## Soorten
- Bailya anomala (Hinds, 1844)
- Bailya cidaris Watters, 2013
- Bailya intricata (Dall, 1884)
- Bailya morgani Watters, 2009
- Bailya parva (C. B. Adams, 1850)
- Bailya sanctorum Watters, 2009